# Christoph Jamnitzer
Christoph Jamnitzer, född 11 maj 1563 i Nürnberg, död där 22 december 1618, var en tysk guldsmed, verksam i Nürnberg.
Christoph Jamnitzer var sonson till Wenzel Jamnitzer och den person i släkten från vilken flest föremål finns bevarade. Han är bland annat representerad i Statens historiska museum med två pokaler.